# Calayán
Calayán es un municipio filipino de cuarta categoría perteneciente a  la provincia de Cagayán.

## Geografía
Se trata de un municipio insular en las islas Babuyan comprendiendo cuatro de sus islas principales: Babuyán Claro (100 km²), Calayán (196 km²), Camiguin de Babuyanes (166 km²) y Dalupiri (50 km²). Isla Fuga y adyacentes pertenece al municipio de Aparri.
Islas menores son: 
- Pamoctan (0,3 km²) y Pinon (0,04 km²) al oeste de Camiguin;
- Panuitan (2,3 km²) al norte de Cagayán;
- Irao, al sur de Dalupiri;
- Didicas (0,7 km²) y Dilayag (<0,3 km²)

Tiene una extensión superficial de 494.53 km² y según el censo del 2007, contaba con una población de 16.233 habitantes, 16.200  el día primero de mayo de 2010

### Barangayes
Calayán se divide administrativamente en 12 barangayes o barrios, todos de  carácter rural.
- Isla de Calayán (8451)
  - Cabudadan (683)
  - Dadao (1588)
  - Dibay (1623)
  - Dilam (1458)
  - Centro II (628)
  - Población/Centro I (1000)
  - Magsidel  (1471)

- Isla de  Camiguin (3936)
  - Balatubat (1248)
  - Minabel (Minabel) (1332)
  - Naguilian (1356)

- Isla de Babuyan Claro (1367)
  - Babuyan Claro (1367)

- Isla de Dalupiri (555)
  - Dalupiri (555)